# Synopeas bialowiezaensis
Synopeas bialowiezaensis är en stekelart som beskrevs av Peter Neerup Buhl 2005. Synopeas bialowiezaensis ingår i släktet Synopeas och familjen gallmyggesteklar. Inga underarter finns listade i Catalogue of Life.